# Mil (helikopterbouwer)
Mil (Russisch: Миль) is de verkorte naam van het voormalige Sovjet-Russische helikopterontwerpbureau onder leiding van Michail Mil en de daaruit voortgekomen Moskouse Helikopterfabriek van Mil (Russisch: Московский вертолетный завод им. М. Л. Миля). Mil participeert in de Euromil joint venture samen met Eurocopter.
Mil is in 2006 gefuseerd met Kamov en Rostvertol tot Oboronprom. De merknaam Mil is daarbij behouden gebleven, maar overlappende productielijnen zullen worden gestaakt.

## Types

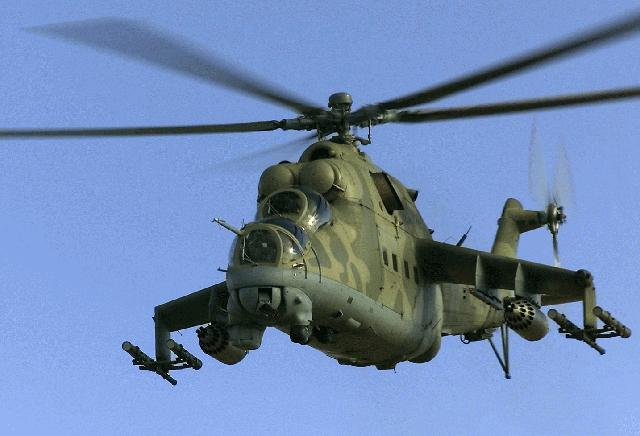
De Mil Mi-24

Typeaanduidingen van Mil-helikopters bestaan uit het prefix Mi en een typenummer.
- Mil Mi-1 "Hare", 1948 - lichte multi-purpose-helikopter
- Mil Mi-2 "Hoplite", 1965 - lichte multi-purpose-helikopter
- Mil Mi-4 "Hound A", 1955 - transport en onderzeebootjager
- Mil Mi-6 "Hook", 1957 - zware transporthelikopter
- Mil Mi-8 "Hip C", 1968 - multi-purpose-helikopter
- Mil Mi-10 "Harke", zware transporthelikopter, voor met name hijswerk
- Mil Mi-12 "Homer" - Ook bekend als V-12, alleen prototypes
- Mil Mi-14 "Haze", 1978 - onderzeebootjager
- Mil Mi-17 "Hip H", 1974 - transporthelikopter
- Mil Mi-24 "Hind", 1978 - zware gevechtshelikopter
- Mil Mi-25, exportversie van de Mi-24
- Mil Mi-26 "Halo", zwaarste helikopter ter wereld
- Mil Mi-28 "Havoc", 1984 - gevechtshelikopter
- Mil Mi-34 "Hermit", 1986 - lichte helikopter
- Mil Mi-35, exportversie van de Mi-24
- Mil Mi-38, 2000 - multi-purpose-helikopter

AD-Y · Antonov · Archangelski · Beriev · Grigorovitsj · Iljoesjin · Kamov · Lavotsjkin · Mikojan · Mil · Mjasisjtsjev · Petljakov · Polikarpov · Rostvertol · Soechoj · Toepolev · Vedenejev · Jakovlev · Jermolajev

Conglomeraties van twee of meer van bovenstaande bedrijven: Oboronprom · United Aircraft Building Corporation